# Subaru Forester
Subaru Forester började säljas 1997 i Sverige och är en SUV-liknande modell med konstant fyrhjulsdrift.
Under årens lopp har följande motoralternativ funnits att tillgå:
Bensin
| Modellnamn | Effekt (hk) | Vridmoment (Nm@rpm) | Volym (cm³) | Kommentar                         | Såldes i Sverige |
| ---------- | ----------- | ------------------- | ----------- | --------------------------------- | ---------------- |
| 2,0        | 122         | -                   | -           | Fyrcylindrig boxermotor           | Endast 1998      |
| 2,0S       | 170         | -                   | -           | Fyrcylindrig boxermotor med turbo | 1998-2001        |
| 2,0X       | 125         | 184@3600            | 1994        | Fyrcylindrig boxermotor           | 1999-2005        |
| 2,0XT      | 177         | 245@3200            | 1994        | Fyrcylindrig boxermotor med turbo | 2001-2005        |
| 2,5XT      | 211         | 320@3600            | 2457        | Fyrcylindrig boxermotor med turbo | 2004-2005        |
| 2,0X       | 158         | 186@3200            | 1994        | Fyrcylindrig boxermotor           | 2006-            |
| 2,5XT      | 230         | 320@3600            | 2457        | Fyrcylindrig boxermotor med turbo | 2006-            |

Växellådan är automatisk 4-växlad eller manuell 5-växlad. Lågväxel finns på vissa modeller. I 2006 års modell är Foresters stora motor (2,5 liters med turbo) samma typ av motor som sitter i Subaru Impreza WRX och WRX STi. Med denna motor gör Forester 0–100 km/h på endast 5,9 sekunder och har en topphastighet på 216km/h enligt tillverkaren. I Japan finns även en STi-version av Forester med 265 hk och 6-växlad manuell växellåda.

## Priser
- Priserna är uppdaterade 13/2-07

| Modellnamn                                       | Växellåda | Pris (kr) |
| ------------------------------------------------ | --------- | --------- |
| 2,0X                                             | Manuell   | 229 900   |
| 2,0X                                             | Automat   | 239 900   |
| 2,0X Exclusive (läder, soltak, aluminiumfälgar)  | Manuell   | 254 900   |
| 2,0X Exclusive (läder, soltak, aluminiumfälgar)  | Automat   | 264 900   |
| 2,5XT                                            | Manuell   | 289 900   |
| 2,5XT (VDC*)                                     | Automat   | 299 900   |
| 2,5XT Exclusive (läder, soltak, navigator, VDC*) | Automat   | 334 900   |

*VDC = Vehicle Dynamics Control System (Antispinn, antisladd och traction control)